# Бои в Лесистых Карпатах
Бои в Лесистых Карпатах — боевые действия 9-й армии Юго-Западного фронта в августе-декабре 1916 года на буковинском и карпатском направлениях; продолжение Брусиловского прорыва и начало Румынской кампании.

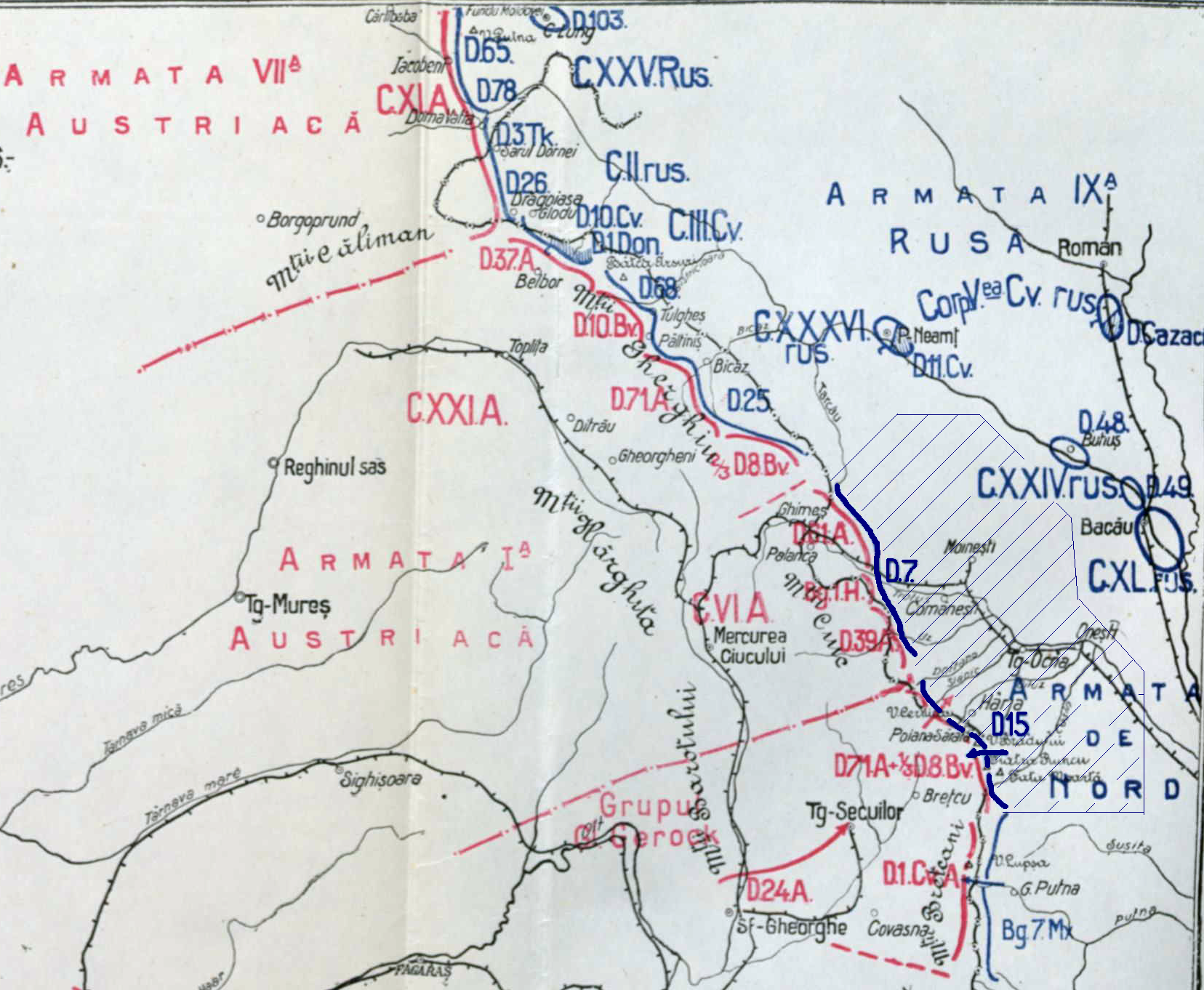
Ситуация на 1 ноября 1916 г.

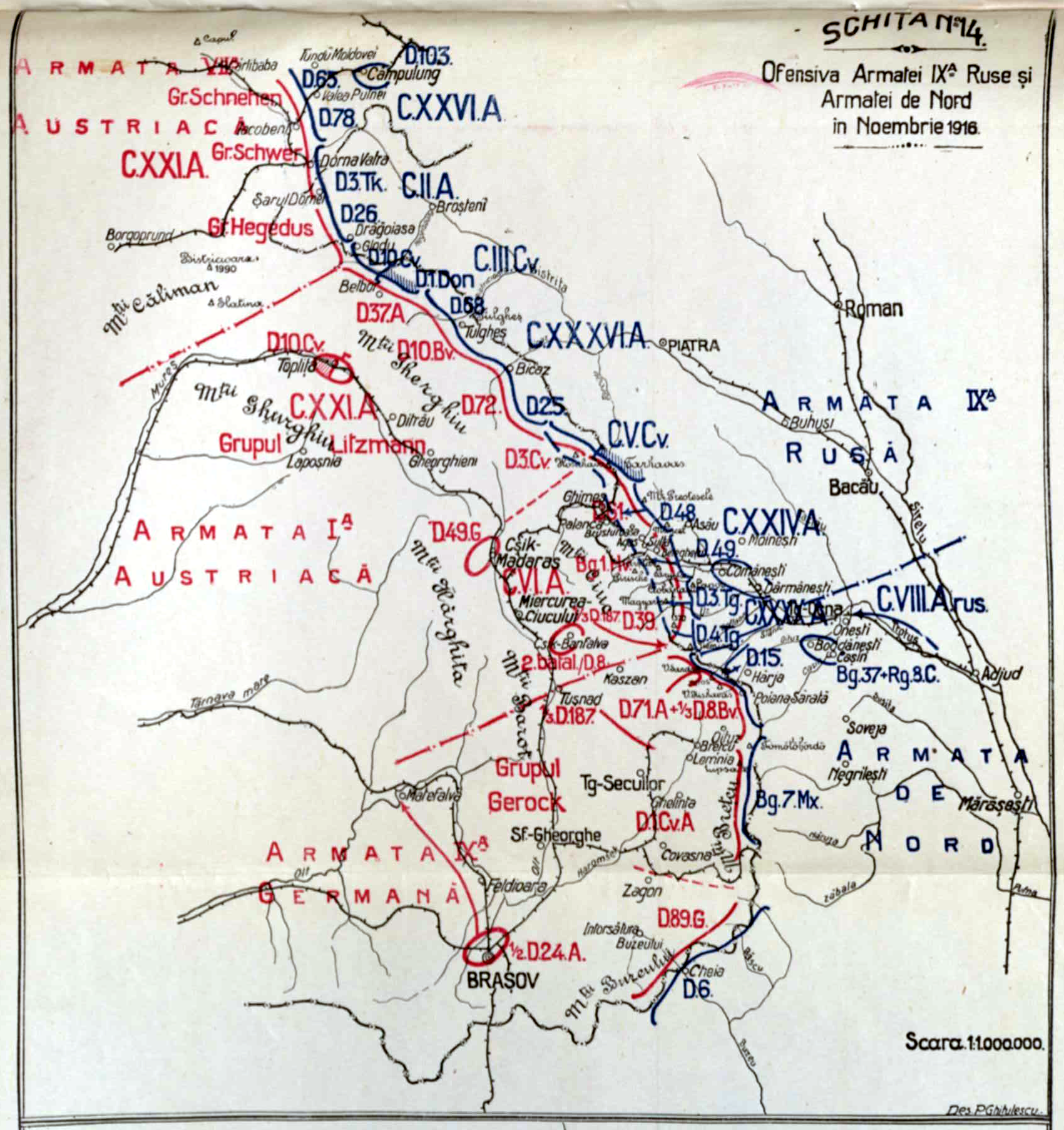
Ноябрьское наступление 9-й армии

## Предыстория
Во время Брусиловского прорыва 9-й армия Юго-Западного фронта, наступая на левом фланге, в июне-июле 1916 года захватила с боями Черновцы, Кымпулунг, Сучаву, Коломыю, Делятин, Станислав и вышла к предгорьям Лесистых Карпат. Отбив в конце июля контратаки противника по всему фронту, командующий армией генерал П. А. Лечицкий стал требовать подкреплений, указывая на трудность своей задачи — наступать одновременно в Галиции и защищать Буковину. Он получил одну дивизию. Наконец, 6 (19) августа 9-й армии поменяли стратегическое направление, и она должна была наступать на Мармарош-Сигет.

## Ход боёв
14 (27) августа Румыния объявили войну Австрии, и Брусилов приказывал решительно атаковать и преследовать противника. Однако, австрийцы не только не собирались уходить, но, наоборот, не выждав наступления русских войск, 17 (30) августа сами перешли в наступление, и 7-я австро-венгерская армия атаковала на стыке 11-го и 18-го корпусов, захватив горный массив Кукуль. Русские потери составили 5000 человек. 18 (31) австрийцы продолжали теснить правый фланг 9-го корпуса, но в этот день генерал Лечицкий перешел в наступление по всему фронту.
18-й армейский корпус сбил Карпатский корпус противника с только что захваченного Кукуля. С 18 по 29 августа (с 31 августа по 11 сентября), все время отражая яростные контратаки неприятеля, 9-я армия очень медленно продвигалась вперед, с боями преодолевая вершину за вершиной, перевал за перевалом, карабкаясь без дорог, под проливным дождем, а с 4 (17) сентября под снегом.
26 августа (8 сентября) была взята высота «1582» и 4 орудия Карпатского корпуса; 29 августа (11 сентября) взята гора Капул, где захвачено 13 офицеров, 900 нижних чинов и 9 миномётов и бомбометов. 4 (17) сентября 23-й корпус сбил Карпатский — центральный корпус армии Пфланцера, а 5 (18) сентября 11-й корпус ударом по 25-му германскому корпусу заставил отступить и левый фланг 7-й австро-венгерской армии. 32-я пехотная дивизия 11-го корпуса корпуса разбила 117-ю германскую дивизию. К 7 (20) сентября корпуса вышли примерно на линию Рафаилов-Ворохта-Шибени-Кирлибаба (исключительно)-Дорна-Ватра.
Предпринятая 4 (17) сентября 18-м армейским и 3-м конным корпусами совместно с румынами атака Дорна-Ватренских укрепленных позиций не дала здесь русским войскам, упорно дравшимся по 13 (26) сентября, никакой помощи от румынского соседа. 13 (26) сентября Лечицкий остановил продвижение своих корпусов в Карпатах до подхода к нему свежего корпуса, но это не помешало частям ежедневно вести упорную борьбу то за одну, то за другую высоту. В результате борьба эта сводилась к занятию некоторых высот, к отбитию других противником и к восстановлению утраченного положения. Однако, 16 (29) числа обнаружился более сильный нажим неприятеля по всему фронту.
В связи с поражениями румынских армий в Трансильвании русское командование стало перебрасывать на юг корпуса, снимаемые с Западного и Юго-Запдного фронтов и армейское управление 8 армии, которая получила участок между 7-й и 9-й армиями. Переведенному в Буковину штабу 8-й армии были переданы из 9-й армии 12-й, 11-й, 22-й и 18-й армейские корпуса. В 9-й армии остались два корпуса.
По мере того как румыны переводили свои силы из Молдавских Карпат в угрожаемую Валахию, место их занимали войска 9-й армии, протягивавшей все больше свой левый фланг к югу. Лечицкому пришлось сделать перегруппировку и растянуть свой фронт для того, чтобы прикрыть ведущее ему в тыл шоссе Броштени-Фельтичени. От ослабленной армии в составе 5 пехотных и 3 кавалерийских дивизий, развернутых на фронте в 70 верст, требовалось вести операцию в двух направлениях: на Кирлибаба и на Дорна-Ватра. После протестов о невозможности наступать ослабленными силами генералу Лечицкому было оставлено дорна-ватренское направление, против которого были развернуты 3-й конный и 26-й армейские корпуса. К этому времени немцы, сбившие в Трансильвании румын, направили все свои усилия для обхода левого фланга Лечицкого, на том участке, откуда ушли румынские войска и который был спешно занят удлинившими свой фронт кавалерийскими частями 3-го конного корпуса. Результатом таких мер с обеих сторон был ряд столкновений между 3 и 10 (16 и 23) октября в районе Дорна-Ватра-Гора Грасулюй, приведших к тому, что русская кавалерия не только с успехом прикрыла открытый промежуток и вошла в связь с румынами, но и задержала дальнейшее продвижение немцев. Октябрьские бои 9-й армии приковали к Молдавским Карпатам 7-ю австро-венгерскую армию с многочисленными германскими подкреплениями и половину 1-й армии, на целый месяц отсрочив падение Бухареста.
К началу ноября в 9-й армии на фронте 170 верст оставалось только три пехотных и два кавалерийских корпуса. На поддержку армии были направлены ещё 24-й и 40-й корпуса.
С 15 (28) ноября начались атаки по всему фронту 8-й и 9-й армий, усиленной тремя корпусами: примерно, от Ворохта на севере до Окна на юге. В 8-й армии горячие бои продолжались всего лишь несколько дней. Лечицкий правым своим флангом — 26-м и 2-м армейскими корпусами — ударил на Дорна-Ватру, а левым — 36-м и 24-м, к которым присоединился вскоре 40-й, — пытался прорваться на Чик-Середу. Всюду русские войска имели некоторый тактический успех, выразившийся захватом ближайших высот и населенных пунктов, причем более энергичное продвижение было на левом фланге 9-й армии во вновь подошедших 24-м и 40-м корпусах на фронте Путна — река Уза.
Но потом противник перешел в ряд энергичных контратак и бои свелись к борьбе за отдельные высоты, которые переходили из рук в руки. 12-я австро-венгерская армия прочно занимала карпатские проходы своими 11 дивизиями, располагавшими намного более сильной артиллерией, нежели 8, затем 10 дивизий генерала Лечицкого. Несмотря на упорство в атаках русских войск, они не завладели даже ближайшими объектами действий: Кирлибаба, Дорна-Ватра, Дитро и Чик-Середа.

## Результаты
2 (15) декабря 9-я армия последней из всех армий Юго-Западного фронта перешла к обороне, так как, в виду отсутствия в армии свежих резервов, невозможно было ожидать удачного ее продвижения вперед.